# 銀河中心

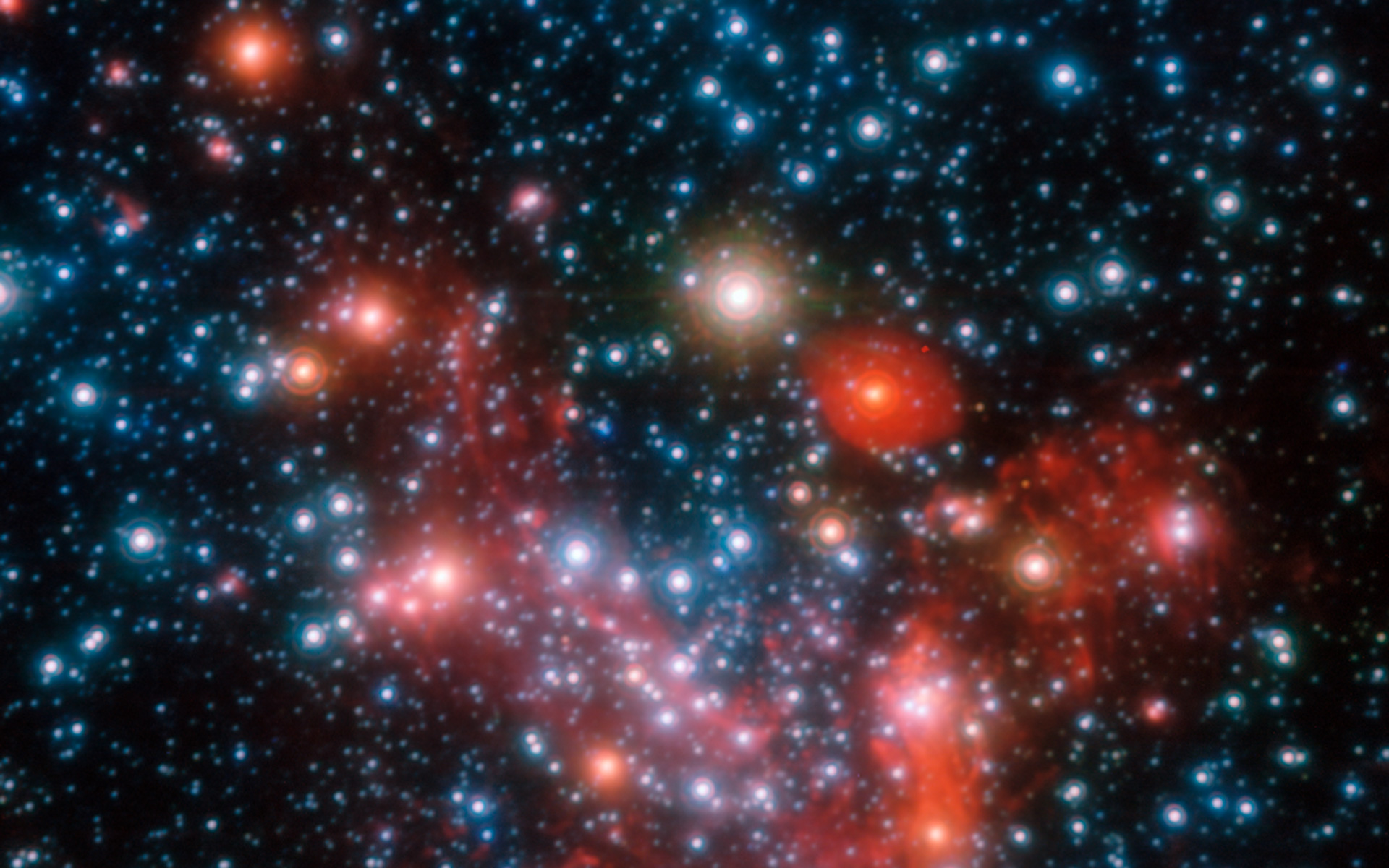
銀河系の銀河核

銀河中心（ぎんがちゅうしん）は、銀河の中心、特に天の川銀河の中心部のこと。いて座の方向、7 - 8キロパーセクの所にある最も明るい部分が銀河中心である。星間ガスやチリによって、銀河中心を視認したり、紫外線や軟X線で分析することはできない。銀河中心の観察には、ガンマ線、硬X線、赤外線、サブミリ波や電波の波長が使われる。
いて座A*は、ほとんど銀河中心にあり、強力で多種多様な電波を放射している。多くの天文学者は、これを超大質量ブラックホールであると考えている。